# 湘南病院
湘南病院（しょうなんびょういん）は、神奈川県横須賀市にある医療機関。総合病院として救急指定病院に認定される一方大規模な精神科病棟を持つ全国的にも数少ない病院である。

## 沿革
- 1946年（昭和21年）3月 - 湘南国際病院として開院[3]。
- 1955年（昭和30年）4月 - 湘南病院に改称。
- 1958年（昭和33年）4月 - 精神科病棟設置。
- 1964年（昭和39年）12月 - 運営主体を社会福祉法人に変更。

## 診療科目
- 内科
- 神経内科
- 呼吸器科
- 循環器科
- 精神科
- 小児科
- 外科
- 皮膚科
- 整形外科
- 脳神経外科
- 耳鼻咽喉科

## 医療機関指定
- 保険医療機関
- 労災保険指定医療機関
- 救急指定病院
- 指定自立支援医療機関（精神通院医療）
- 身体障害者福祉法指定医の配置されている医療機関
- 精神保健指定医の配置されている医療機関
- 生活保護法指定医療機関
- 公害医療機関
- 無料低額診療事業実施医療機関

## 交通アクセス
- 京浜急行電鉄京急本線追浜駅より徒歩1分[4]